# Maciej Jerzy Balawejder
Maciej Jerzy Balawejder (ur. w Łańcucie) – profesor nauk rolniczych (2021), pracownik Uniwersytetu Rzeszowskiego. 

## Życiorys
W 2003 roku ukończył studia na Politechnice Rzeszowskiej (Wydział Chemiczny), a w 2007 roku uzyskał stopień doktora nauk technicznych (z wyróżnieniem) nadany przez Radę Wydziału Biotechnologii i Nauk o Żywności Politechniki Łódzkiej. Habilitację w dziedzinie nauk rolniczych nadała Radna Naukowa IUNG PIB w roku 2016. 
Nagrodzony przez JM Rektora Uniwersytetu Rzeszowskiego tytułem Lidera Uniwersytetu Rzeszowskiego za rok 2019 w dziedzinie: nauki ścisłe, przyrodnicze, inżynieryjno-techniczne i rolnicze.

## Odznaczenia
- Brązowy Krzyż Zasługi (2018)[5]
- Srebrny Krzyż Zasługi (2023)[6]